# Heerlijkheid 't Zandt
 't Zandt (ook:  't Zand) is een voormalige heerlijkheid gelegen bij Katwijk (Zuid-Holland).

## Geschiedenis
Deze voormalige heerlijkheid ligt in de buurt van Katwijk (Zuid-Holland) en is middels een huwelijk in 1668 tussen Jacob van Wassenaer, heer van Voorschoten (1668, van zijn vader), van Duvenvoirde en Veur (1681) (1649-1707) met Jacoba van Lyere (Liere) (1652-1693) in het huis Wassenaer gekomen die het nog steeds bezit.
In de heerlijkheid stond kasteel 't Zand.

### Heren en vrouwen van 't Zandt
Willem van Liere, heer van Oosterwijk, de beide Katwijken en 't Zandt
- Jacoba van Liere (1652-1693); trouwde in 1668 met Jacob van Wassenaer, heer van Voorschoten, Duivenvoorde en Veur (1649-1707)
  - Willem van Wassenaer (1670-1719)
    - mr. Frederik Hendrik van Wassenaer, heer van Rijnsaterwoude, Valkenburg en Raephorst (1701-1771); trouwde in 1737 Jacoba Josina Isabella van Wijhe, vrouwe van Echteld, Yzendoom en Blankenburg en (na het overlijden van haar oom Willem van Liere in 1735) van de beide Katwijken en 't Zandt (1719-1785)
    - Wilhem (alias Wicherus) van Wassenaer (1712-1783)
      - mr. Wilhem Frederik Hendrik van Wassenaer, heer van Echteld en Spanbroek en (na het overlijden van zijn neef Willem Lodewijk van Wassenaer) van de beide Katwijken, 't Zandt, Valkenburg en Ameide (1752-1799)
        - Otto baron van Wassenaer, heer van de beide Katwijken, 't Zandt en Valkenburg (1795-1858)
          - mr. Willem Frederik Hendrik baron van Wassenaer, heer van Weurt en den Briellaard (1820-1892)
            - mr. Otto Jacob Eifelanus baron van Wassenaer, heer van de beide Katwijken en 't Zandt (1856-1939)
              - Godfried Hendrik Leonard baron van Wassenaer, heer van de beide Katwijken en 't Zandt (1894-1954)
                - prof. mr. Arent Jacob Otto baron van Wassenaer van Catwijck, heer van de beide Katwijken en 't Zandt (1930-1996)
                  - mr. Arent Godfried Jan baron van Wassenaer, heer van de beide Katwijken en 't Zandt (1956)

          - Otto baron van Wassenaer, heer van de beide Katwijken en 't Zandt (1823-1887)